# 古巷镇
古巷镇是中华人民共和国广东省潮州市潮安县下的镇级行政单位，全镇面积为62平方公里，有18个村民委员会和1个居委会，人口6.4万人，外来暂住人口约1万多人。

## 行政区划
下辖以下地区：
古巷社区、枫洋一村、枫洋二村、枫洋三村、枫洋四村、崎头村、孚中村、锡岗村、福庆村、永安寨村、古巷一村、古巷二村、古巷三村、古巷四村、古巷五村、横溪村、东岗村、水美李村和网地村。

## 中国传统村落
2012年，古一村象埔寨被评为首批“中国传统村落”。

## 学校
- 潮州市职业技术学校